# Stenomera blanchardi
Stenomera blanchardi is een keversoort uit de familie boorkevers (Bostrichidae). De wetenschappelijke naam van de soort is voor het eerst geldig gepubliceerd in 1850 door Lucas.